# Osbern de Crépon
Osbern de Crépon († fin 1040/début 1041) fut le sénéchal de deux ducs de Normandie.

## Biographie
Il était le fils d'Herfast de Crépon, et le neveu de Gunnor,, la seconde épouse de Richard Ier de Normandie (mariage « more danico »). Son apparition dans les actes du duc de Normandie remonte à la fin du règne de Richard II (années 1020). Sous Robert le Magnifique (1027-1035), il exerce la fonction de sénéchal. Fonction qu'il conserve après la mort du duc en 1035. Il devient l'un des protecteurs légaux du jeune successeur Guillaume de Normandie (plus tard le Conquérant) alors âgé de 8 ans. Le jeune duc est en danger, les Richardides cherchant à l'assassiner pour reprendre le pouvoir sur le duché, et les barons normands se rebellant.
Osbern est assassiné au Vaudreuil vers fin 1040-début 1041, en protégeant le jeune duc dans la chambre de l'enfant. D'après Guillaume de Jumièges, il est égorgé par Guillaume, fils de Roger Ier de Montgommery. Barnon de Glos-la-Ferrière venge la mort de son seigneur en assassinant le meurtrier.
Des historiens du duché s'opposent sur l'origine des biens tenus par Osbern. Venaient-ils principalement de son père Herfast ou de son mariage avec Emma, fille du puissant Raoul d'Ivry, ou bien d'Hugues de Bayeux ? En tout cas, il était possessioné dans des régions très dispersées de Normandie : dans le Bessin (Crépon), en Hiémois (près de Falaise), au niveau du confluent Seine-Andelle, autour de Cormeilles, dans le Talou, en Pays d'Ouche (Breteuil-sur-Iton, La Neuve-Lyre).

## Famille et descendance
Il épousa Emma d'Ivry, fille du comte Raoul. Ils eurent trois enfants connus :
- Guillaume Fitz Osbern (vers 1020 – 1071), 1er comte d'Hereford ;
- Osbern Fitz Osbern[3] († fin 1103[12]), évêque d'Exeter en 1072.

### Sources
- Famille de Gunnor sur fmg.ac
- Biographie de Osbern Fitz Osbern sur britannia.com